# Astragalus plebeius
Astragalus plebeius är en ärtväxtart som beskrevs av Pierre Edmond Boissier. Astragalus plebeius ingår i släktet vedlar, och familjen ärtväxter. Inga underarter finns listade i Catalogue of Life.